# Добрий Дол (Пловдивська область)
До́брий Дол (болг. Добри дол) — село в Пловдивській області Болгарії. Входить до складу общини Пирвомай.

## Населення
За даними перепису населення 2011 року у селі проживали 114 осіб.
Національний склад населення села:
| Національність   | Кількість осіб | Відсоток |
| ---------------- | -------------- | -------- |
| болгари          | 81             | 89,0%    |
| турки            | 9              | 9,9%     |
| не визначились   | 0              | 0%       |
| Всього відповіли | 91             |          |

Розподіл населення за віком у 2011 році:
Динаміка населення: